# دنی کارل
دنی کارل (فرانسوی: Dany Carrel‎؛ زادهٔ ۲۰ سپتامبر ۱۹۳۲) یک هنرپیشه اهل فرانسه است.
از فیلم‌ها یا برنامه‌های تلویزیونی که وی در آنها نقش داشته‌است می‌توان به دروازه‌های پاریس و دوزخ آنری-ژرژ کلوزو اشاره کرد.